# جاذبية المقياس المتجهة الموترة
جاذبية المقياس المتجهة-المُوَتِّرة GVT هو تعميم نسبي لنموذج مورديهاي ميلغروم  للدينامكيات النيوتونية المعدلة MOND حيث تتسبب حقول القياس في سلوك MOND. إن الإنجازات المتقاربة السابقة لـ MOND مثل جاذبية بيكينشتاين الموترة-المتجهة-العددية وخطورة موفات العددية-الموترة- المتجهة سلوك MOND إلى بعض الحقول العددية. GVT هو المثال الأول حيث يتم تعيين سلوك MOND إلى حقول متجه القياس. الملامح الرئيسية ل GVT يمكن تلخيصها على النحو التالي:
- نظرًا لأنه مستمد من مبدأ الفعل، فإن GVT تحترم قوانين الحفظ؛
- في التقريب في المجال الضعيف للحل الثابت المتناظر، تستنسخ GVT صيغة تسريع MOND؛
- يمكن أن تستوعب عدسة الجاذبية.
- في اتفاق تام مع عمل أينشتاين-هيلبرت في الجاذبية القوية والنيوتونية.

درجات الديناميكية للحرية هي:
- اثنان من حقول غيج {\displaystyle B_{\mu },{\widetilde {B}}_{\mu }};
- {\displaystyle g_{\mu \nu }} مترية

## التفاصيل
تمثل الهندسة الفيزيائية، كما ترى من قبل الجسيمات، نوع فينسلر-راندرز للهندسة:
{\displaystyle ds={\sqrt {-g_{\mu \nu }dx^{\mu }dx^{\nu }}}+\left(B_{\mu }+{\widetilde {B}}_{\mu }\right)dx^{\mu }}
هذا يعني أن مدار الجسيمات ذات الكتلة (معادلة) يمكن أن يستمد من الإجراء الفعال التالي:
{\displaystyle S=m\int d\tau \left({\frac {1}{2}}{\dot {x}}^{\mu }{\dot {x}}^{\nu }g_{\mu \nu }+\left(B_{\mu }+{\widetilde {B}}_{\mu }\right){\dot {x}}^{\mu }\right).}
الكميات الهندسية هي ريمانية. GVT، وبالتالي، هو جاذبية ثنائية هندسية.

### الفعل
يتزامن الفعل المتري مع جاذبية آينشتاين-هيلبرت:
{\displaystyle S_{\text{Grav}}={\frac {1}{16\pi G}}\int d^{4}x\,{\sqrt {-g}}R}
حيث R هو رشتشي العددي الذي تم إنشاؤه من المقياس. يتبع عمل حقول القياس:
{\displaystyle {\begin{aligned}S_{B}&=-{\frac {1}{16\pi G\kappa \ell ^{2}}}\int d^{4}x{\sqrt {-g}}\,L\left({\frac {\ell ^{2}}{4}}B_{\mu \nu }B^{\mu \nu }\right)\\S_{\widetilde {B}}&=-{\frac {1}{16\pi G{\widetilde {\kappa }}{\widetilde {\ell }}^{2}}}\int d^{4}x{\sqrt {-g}}\,L\left({\frac {{\widetilde {\ell }}^{2}}{4}}{\widetilde {B}}_{\mu \nu }{\widetilde {B}}^{\mu \nu }\right)\end{aligned}}}
حيث L لديه السلوكيات التالية المقاربة لـ MOND 
{\displaystyle L(x)={\begin{cases}x&x\gg 1\\{\frac {2}{3}}|x|^{\frac {3}{2}}&x\leqslant 1\end{cases}}}
و {\displaystyle \kappa ,{\widetilde {\kappa }}} و {\displaystyle \ell ,{\widetilde {\ell }}} يمثلان ثوابت اقتران النظرية بينما (معادلة) هي معلمات النظرية و {\displaystyle \ell <{\widetilde {\ell }}.}

### الاقتران بالمادة
الأزواج المترية إلى موتر الطاقة-الزخم. تيار المادة هو حقل مصدر لكل من حقول القياس. تيار المادة هو
{\displaystyle J^{\mu }=\rho u^{\mu }}
حيث {\displaystyle \rho } هي الكثافة و {\displaystyle u^{\mu }}  تمثل السرعة الأربع.

## أنظمة نظرية GVT
GVT يستوعب نظام الجاذبية النيوتونية و MOND؛ لكنه يعترف بنظام ما بعد MOND.

## الأنظمة القوية والنيوتونية
يتم تعريف النظام القوي والنيوتوني للنظرية على أنه يحمل:
{\displaystyle {\begin{aligned}L\left({\frac {\ell ^{2}}{4}}B_{\mu \nu }B^{\mu \nu }\right)&={\frac {\ell ^{2}}{4}}B_{\mu \nu }B^{\mu \nu }\\L\left({\frac {{\widetilde {\ell }}^{2}}{4}}{\widetilde {B}}_{\mu \nu }{\widetilde {B}}^{\mu \nu }\right)&={\frac {{\widetilde {\ell }}^{2}}{4}}{\widetilde {B}}_{\mu \nu }{\widetilde {B}}^{\mu \nu }\end{aligned}}}
يتطلب الاتساق بين التقريب الكهرومغناطيسي للجاذبية لنظرية GVT والتي تنبأت بها وقاستها جاذبية آينشتاين-هيلبرت
{\displaystyle \kappa +{\widetilde {\kappa }}=0}
مما يؤدي إلى
{\displaystyle B_{\mu }+{\widetilde {B}}_{\mu }=0.}

### نظام MOND
يتم تعريف نظام MOND للنظرية بكونه
{\displaystyle {\begin{aligned}L\left({\frac {\ell ^{2}}{4}}B_{\mu \nu }B^{\mu \nu }\right)&=\left|{\frac {\ell ^{2}}{4}}B_{\mu \nu }B^{\mu \nu }\right|^{\frac {3}{2}}\\L\left({\frac {{\widetilde {\ell }}^{2}}{4}}{\widetilde {B}}_{\mu \nu }{\widetilde {B}}^{\mu \nu }\right)&={\frac {{\widetilde {\ell }}^{2}}{4}}{\widetilde {B}}_{\mu \nu }{\widetilde {B}}^{\mu \nu }\end{aligned}}}
وبالتالي يصبح الإجراء الخاص بحقل {\displaystyle B_{\mu }} تربيعي. بالنسبة لتوزيع الكتلة الساكنة، تتحول النظرية بعد ذلك إلى نموذج AQUAL  للجاذبية  مع التسارع الحرج لـ
{\displaystyle a_{0}={\frac {4{\sqrt {2}}\kappa c^{2}}{\ell }}}
لذا فإن نظرية GVT قادرة على إعادة إنتاج منحنيات السرعة الدورانية المسطحة للمجرات. لا تعمل الملاحظات الحالية على إصلاح (معادلة) التي يُفترض أنها مرتبة واحدة.

### نظام ما بعد MOND
يتم تعريف نظام ما بعد MOND للنظرية حيث يكون كلا من تصرفات (معادلة) و (معادلة) تربيعي. يتم قمع سلوك نوع MOND في هذا النظام بسبب مساهمة حقل المقياس الثاني.